# Шубин (мифология)
Добрый Шу́бин, или просто Шубин — персонаж шахтёрского фольклора Донбасса, горняцкий дух, похожий на гнома, «хозяин шахты» и покровитель шахтёров.
Поверья о Шубине записали собиратели фольклора писатели Борис Горбатов и Леонид Жариков. Такие поверья, как считается, известны только на территории Донецкого бассейна (шахты Енакиева, Макеевки, Горловки, Тореза, Снежного, Кадиевки, Красного Луча, Краснодона, Лисичанска, Соледара, Мирнограда). По некоторым сведениям, подобные предания существуют и среди горняков Крайнего Севера РФ; так, по словам Руслана Шайхиева, который за время своей шахтёрской деятельности прошёл в этих краях путь от участкового геолога на руднике «Маяк» до заместителя главного геолога рудника «Октябрьский», «легенда о Шубине в норильских шахтах тоже имеет место».
Также существует предание о геологе или маркшейдере Шубине, якобы пропавшем в соляных рудниках Урала. Изустное предание гласит о добром Шубине, предупреждающим шахтёров о грядущих бедах. Образ Шубина представляется мужчиной средних лет с кашлем курильщика."Слышишь кашель-делай ноги!".

## Происхождение названия
Персонаж народного творчества Шубин, или Добрый Шубин, появился в Донецком угольном бассейне на территории Российской империи в период начала добычи шахтным способом полезных ископаемых в Новороссийской губернии. Легенды, поверья и былички с участием этого сверхъетественного существа возникли в связи с опасными и тяжёлыми условиями труда шахтёров (горняков), бывших крестьян. Прозвище духа, по-видимому, происходит от слова «шуба» и намекает на густую шерсть, которой он якобы покрыт, словно шубой. Обилие волос на теле — характерная черта восточнославянских духов природы: водяного, лешего, полевого. Есть и другие версии происхождения названия. Одна из легенд говорит, что прототип этого персонажа фольклора — рабочий, некогда из-за подлости товарищей погибший от взрыва метана. По другой версии, это фамилия некоего горного мастера, имевшего талант предугадывать опасные ситуации под землей. Согласно ещё одной (наиболее правдоподобной) версии о прототипе персонажа, Шубин — это газожог, т. е. рабочий, в чьи обязанности входило предупреждать взрывы газа, устраняя скопления метана в шахте. Его труд был сопряжен с большим риском: ведь ему приходилось факелом поджигать газовоздушную смесь в выработках. Пытаясь обезопасить себя, газожоги, или «шубины», в XIX веке надевали шубу мехом внутрь, а обезжиренной кожей наружу либо ходили в мокром тулупе.
Также есть поверье, что Шубин — это душа погибшего горняка, блуждающая по забоям, что не противоречит версии о душе погибшего рабочего-газожога.

## Образ Шубина
Шубин предстаёт в образе старого шахтёра, кашляющего по-стариковски, с ярко горящими глазами, а также с «волосатыми копытами». Шубин любит шутить: пугает шахтёров, внезапно разразившись во тьме смехом или ухватив горняка за ногу. Обитает он, по преданиям, в дальних или давно заброшенных выработках, где может бродить незамеченным. Обладает огромной силой. Шубин, согласно поверьям, — настоящий хозяин подземелий.
По легендам, ему присущи такие противоречивые качества, как, с одной стороны, доброта и щедрость, а с другой — чрезвычайная раздражительность, злобность. Доброжелателен этот дух к честным труженикам, беднякам, а жесток и мстителен по отношению к алчным, бессовестным, подлым людям, особенно к угнетателям шахтёров. По рассказам, бывает, что Шубин помогает рабочим, попавшим под завалы, но может также под землёй сбивать людей с дороги.
В апреле 2007 года горный мастер из Луганской области рассказывал: «Я услышал, что стало потрескивать. Мы перестали работать отбойными молотками, но гул все нарастал. Звук такой, будто по потолку кто-то топает ногами. У нас говорят, что это Шубин (дух-хранитель угольных шахт) бегает и предупреждает о беде. Поняв, что сейчас всё обрушится, мы бросились к выходу. И тут нас придавило». Данный рассказ полностью соответствует процессу развития динамики такого хорошо изученного явления, как горный удар, однако в данном случае именно поверье всё же спасло жизнь шахтёров, поскольку с физикой процессов горного давления они знакомы не были.

## Образ в массовой культуре
- В Луганске есть команда КВН под названием «Добрый Шубин».
- В Донецке есть рок-группа, именуемая «Добрый Шубин».
- В одном из модов к игре «S.T.A.L.K.E.R. Тени Чернобыля» — «Ф. О.Т. О.Г. Р. А. Ф.», есть сюжетный персонаж Добрый Шубин — призрак, временами внезапно появляющийся в подземных локациях, включая лаборатории, и если его не спугнуть, дослушав до конца, то он оставляет немного полезных вещей игроку.
- Украинская пивоваренная компания «Оболонь» под брендом дочерней компании выпускает пиво «Родной Шубин»[7].
- Украинская пивоваренная компания «Сармат» выпускала пиво под названием «Добрый Шубин».
- Шубин упоминается в трилогии Евгения Фёдорова «Каменный пояс» (написанной в 1940—1952 гг. и охватывающей период от конца XVII до 70-х годов XIX в.), где один из персонажей рассказывает: «...робил я в ту пору под Тулой, на угле. Вот в нашем руднике и объявился свой «хозяин» — Шубин. Своенравный старик. То помилует работяг, тогда все в руку идет, дым коромыслом. Наломишь в лаве столько — знай успевай отвозить. То вдруг осердится «хозяин», ну, тогда такие колена пойдет выкидывать, просто убежишь от страха из забоя!»[8].
- Шубин упоминается в тексте песни группы ALBATROSS «Плутонушка» (OST Кибердеревня).